# Bill Beverly
Pour les articles homonymes, voir Beverly.
Œuvres principales
- Dodgers

William Beverly, dit Bill Beverly, né en 1965 à Kalamazoo, dans l'État du Michigan, est un écrivain américain, auteur de roman policier.

## Biographie
Il grandit dans sa ville natale et y fait ses premières années d'études. Il s'inscrit ensuite à l'Oberlin College, une université d'arts libéraux américaine à Oberlin (Ohio), puis obtient un doctorat en littérature américaine à l'université de Floride.
De 2003 à 2012, il travaille pour le magazine de poésie 32 Poems (en). 
Son premier roman, Dodgers, paru en 2016 chez Crown Publishing, est immédiatement traduit en français aux éditions du Seuil, à Paris. Ce roman remporte la même année le Gold Dagger Award de meilleur roman, prix décerné par la Crime Writers' Association, ainsi que le Los Angeles Times Book Prize dans la catégorie Mystery/Thriller.
Bill Beverly enseigne la littérature américaine et l'écriture à la Trinity University, à Washington.
Il est l'époux de l'écrivaine et poétesse Deborah Ager (en). Le couple réside à Hyattsville, dans l'État du Maryland.

## Œuvre

### Roman
- Dodgers (2016) Publié en français sous le titre Dodgers, traduit par Samuel Todd, Paris, Seuil, coll. « Seuil policiers », 2016  (ISBN 978-2-02-124763-3) ; réédition, Paris, Éditions Points, coll. « Policier » no P4532, 2017  (ISBN 978-2-7578-6644-3)

### Autres publications
- On the Lam: Narratives of Flight in J. Edgar Hoover's America (2003)
- Old Flame: From the First 10 Years of "32 Poems Magazine" (2013)

## Prix et récompenses

### Prix
- Gold Dagger Award 2016 pour Dodgers
- Los Angeles Times Book Prize Mystery/Thriller 2016 pour Dodgers

## Nominations
- Prix Anthony du meilleur premier roman 2017 pour Dodgers[1]
- Prix Edgar-Allan-Poe du meilleur premier roman 2017 pour Dodgers[2]
- Prix Macavity du meilleur premier roman 2017 pour Dodgers[3]
- Prix Barry du meilleur premier roman 2017 pour Dodgers[4]